# Rogelio Lamar Heredia
Rogelio Lamar Heredia (Gijón, 23 de setembre de 1972) és un exfutbolista asturià que ocupà la posició de defensa.

## Trajectòria esportiva
Sorgit del planter de l'Sporting de Gijón, va debutar amb el primer equip la temporada 94/95, tot jugant 12 partits. Però, no tindria continuïtat i retornaria al filial. La temporada 96/97 juga amb el Llevant UE dos partits a la categoria d'argent.
Posteriorment, la carrera de Rogelio prosseguiria en equips de la Segona B i la Tercera, com l'Avilés Industrial o el Pájara Playas de Jandía.